# Elena Vesnina
Elena Sergheevna Vesnina (ru: Еле́на Серге́евна Веснина́; n. 1 august 1986, Liov, RSS Ucraineană, URSS) este o jucătoare profesionistă de tenis din Rusia.

### Grand Slam

#### Dublu: 7 (2–5)
| Rezultat   | An   | Turneu          | Suprafață | Partener           | Adversar                                       | Scor               |
| ---------- | ---- | --------------- | --------- | ------------------ | ---------------------------------------------- | ------------------ |
| Finalist   | 2009 | French Open     | Zgură     | Victoria Azarenka  | Anabel Medina Garrigues Virginia Ruano Pascual | 1–6, 1–6           |
| Finalist   | 2010 | Wimbledon       | Iarbă     | Vera Zvonareva     | Vania King Yaroslava Shvedova                  | 6–7(6–8), 2–6      |
| Finalist   | 2011 | French Open     | Zgură     | Sania Mirza        | Andrea Hlaváčková Lucie Hradecká               | 4–6, 3–6           |
| Câștigător | 2013 | French Open     | Zgură     | Ekaterina Makarova | Sara Errani Roberta Vinci                      | 7–5, 6–2           |
| Finalist   | 2014 | Australian Open | Dură      | Ekaterina Makarova | Sara Errani Roberta Vinci                      | 4–6, 6–3, 5–7      |
| Câștigător | 2014 | US Open         | Dură      | Ekaterina Makarova | Martina Hingis Flavia Pennetta                 | 2–6, 6–3, 6–2      |
| Finalist   | 2015 | Wimbledon       | Iarbă     | Ekaterina Makarova | Martina Hingis Sania Mirza                     | 7–5, 6–7(4–7), 5–7 |

#### Dublu mixt: 3 (0–3)
| Rezultat | An   | Turneu          | Suprafață | Partener        | Adversar                          | Scor             |
| -------- | ---- | --------------- | --------- | --------------- | --------------------------------- | ---------------- |
| Finalist | 2011 | Wimbledon       | Iarbă     | Mahesh Bhupathi | Jürgen Melzer Iveta Benešová      | 3–6, 2–6         |
| Finalist | 2012 | Australian Open | Dură      | Leander Paes    | Horia Tecău Bethanie Mattek-Sands | 3–6, 7–5, [3–10] |
| Finalist | 2012 | Wimbledon (2)   | Iarbă     | Leander Paes    | Mike Bryan Lisa Raymond           | 3–6, 7–5, 4–6    |